# 1406
Évszázadok: 14. század – 15. század – 16. század
Évtizedek: 1350-es évek – 1360-as évek – 1370-es évek – 1380-as évek – 1390-es évek – 1400-as évek – 1410-es évek – 1420-as évek – 1430-as évek – 1440-es évek – 1450-es évek
Évek: 1401 – 1402 – 1403 – 1404 –  1405 – 1406 – 1407 – 1408 – 1409 – 1410 – 1411

## Események
- november 30. – XII. Gergely követi a pápai trónon VII. Incét (1415-ben lemond).[1]
- december 25. – II. János lesz Kasztília királya (1454-ig uralkodik).
- A Tiltott Város építésének kezdete Pekingben.
- VII. Erik dán király feleségül veszi Filippát, IV. Henrik angol király lányát.
- I. Jakab lesz Skócia királya (1437-ig uralkodik).
- A firenzeiek elfoglalják Pisát.
- Luxemburgi Zsigmond Cillei Hermannt nevezi ki horvát-szlavón-dalmát bánná.

## Születések
- Cillei Ulrik, később Magyarország kormányzója.
- Laurentius Valla itáliai humanista.
- december 17. – Aragóniai Márton szicíliai trónörökös és aragón infáns, I. (Ifjú) Márton szicíliai király és Évreux-i Blanka navarrai infánsnő (1425-től navarrai királynő) fia (†1407)
- Edmund Beaufort, Somerset hercege (†1455)

## Halálozások
- március 19. – Ibn Khaldún, arab történész (* 1332).
- április 4. – III. Róbert skót király  (* 1337).
- július 15. – Vilmos osztrák herceg, Stájerország, Karintia, Krajna és Friaul uralkodója (* 1370).
- szeptember 3. – Robert Stewart Albany hercege, III. Róbert skót király testvére.
- november 6. – VII. Ince pápa (* 1336)[2]
- december 25. – III. Henrik kasztíliai király (* 1379).
- december 29. – Luna Mária aragóniai királyné (* 1353)